# مجتمع إنترنت

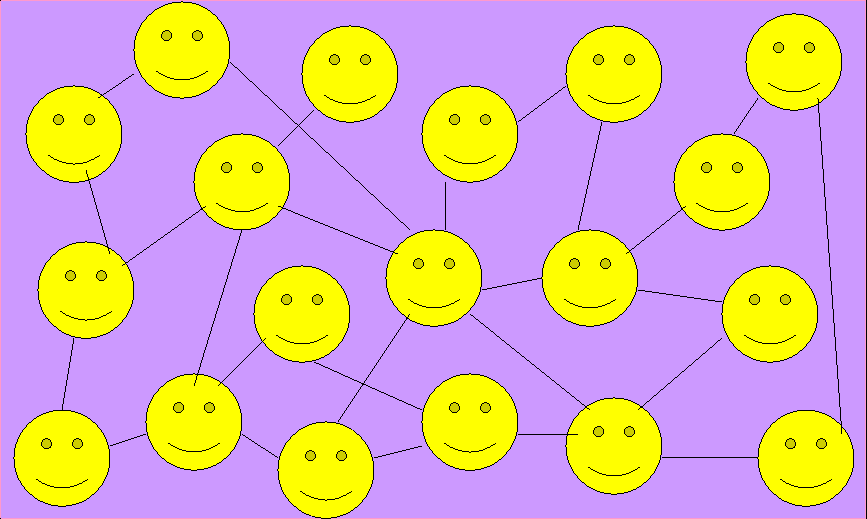

مجتمع الإنترنت هو مجتمع افتراضي يتواجد أعضاؤه ويتفاعلون فيما بينهم من خلال شبكة الإنترنت. يمكن أن يأخذ مجتمع الإنترنت شكل المنتدى المعلوماتي الذي يستطيع أي أحد أن ينشر بعض المحتويات عليه، كأنظمة لوحة البيانات. ويمكن أن تكون من النوع الذي يستطيع أعضاء محددون أن ينشروا المقالات ومن ثم يتمكن الباقون من التعليق وإبداء الرأي، مثل المدونات. أصبحت مجتمعات الإنترنت أيضا وسيلة تكميلية للتواصل الاجتماعي فيما بين الناس الذين يعرفون بعضهم أصلا على أرض الواقع. تستخدم البرمجيات الاجتماعية واحدة أو أكثر من وسائل التواصل، مثل: غرف الدردشة التي تعتمد على الكتابة، والمنتديات التي تستعمل الفيديو أو الكتابة أو الأفتار.

## التصنيف
فكرة المجتمع ليست فكرة جديدة. في مجال الهاتف والراديو وعالم الإنترنت، يجب ألا تعتمد التفاعلات الاجتماعية على علاقة. بدلا من ذلك، يمكن أن يكون حرفيا مع أي شخص، في أي مكان. دراسة المجتمعات أجبرت على التكيف مع التقنيات الجديدة. وقد استخدمت العديد من الباحثين الاثنوغرافيا لفهم ما يفعله الناس في الفضاء الإلكتروني، وكيفية التعبير عن أنفسهم، ما يحفزهم، وكيف السيطرة على أنفسهم، ما يجذب لهم، لماذا بعض الناس يفضلون مشاهدة بدلا من المشاركة. يمكن للمجتمعات عبر الإنترنت التقارب حول الاهتمامات المشتركة ويمكن أن تنتشر عبر مواقع متعددة.
بعض علامات المجتمع:
- المحتوى: المقالات والمعلومات والأخبار حول موضوع يهم مجموعة من الأشخاص.
- المنتديات أو مجموعات الأخبار والبريد الإلكتروني: حتى يتمكن أعضاء المجتمع من الاتصال في وقت متأخر.
- الدردشة والمراسلة الفورية: حتى يمكن للأعضاء التواصل بشكل فوري.

## تطوير
هناك مجموعة من القيم المعروفة باسم netics (آداب التعامل على الإنترنت) والتي يجب أن تؤخذ بعين الاعتبار عندما يتطور المجتمع. والتي تشمل قيم الفرص والتعليم والثقافة والديمقراطية والخدمات الإنسانية والمساواة في الاقتصاد والمعلومات والاستدامة والاتصالات. الغرض من مجتمع عبر الإنترنت هو العمل كأساس مشترك للأشخاص الذين يشاركونك نفس المصلحة (الاهتمامات).
يمكن استخدام المنتديات عبر الإنترنت كمفكرة يومية لمواكبة أحداث مثل اللقاءات القريبة أو الأحداث الرياضية. يتم إنشاؤها أيضا حول الأنشطة والهوايات. تساعد العديد من مجتمعات الإنترنت المرتبطة بالرعاية الطبية على إبلاغ المرضى وعائلاتهم وتقديم المشورة لهم ودعمهم. يمكن للطلاب أخذ دورات عبر الإنترنت ويمكنهم التواصل مع المحاضرين والزملاء عبر الإنترنت. بدأت الشركات أيضًا في استخدام المجتمعات عبر الإنترنت للتواصل مع عملائها حول منتجاتها وخدماتها بالإضافة إلى مشاركة معلومات الأعمال. تسمح المنتديات الأخرى عبر الإنترنت لمجموعة واسعة من المحترفين بالاجتماع معًا لمشاركة الأفكار والأفكار والنظريات.
تعد Pandum مثالًا لما يمكن للمجتمعات عبر الإنترنت تطويره. نمت المجتمعات عبر الإنترنت في التأثير على «تشكيل الظواهر التي ينظمونها» حسب نانسي كي بيمز. وتقول: «أكثر من أي قطاع تجاري آخر، تعتمد صناعة الثقافة الشعبية على المجتمعات عبر الإنترنت للإعلان وتقديم توصيات بشأن منتجاتها». يتم تقديم قوة المجتمع عبر الإنترنت من خلال العرض الأول لموسم شيرلوك 3 على بي بي سي. يبدو أن النشاط عبر الإنترنت من قبل المعجبين كان له تأثير كبير على مؤامرة واتجاه موسم افتتاح الموسم. يخبر مارك لوسون من صحيفة الغارديان كيف أن المشجعين، إلى حد ما، ركضوا نتيجة الأحداث. ويقول إن «شيرلوك كان دائما واحدا من أكثر البرامج الواعية على الإنترنت، من بين أول من وجد طريقة كافية لتمثيل الثرثرة الإلكترونية على الشاشة.»
تعتبر المناقشات التي يمكن للأعضاء نشر تعليقاتهم فيها ضرورية لتطوير مجتمع عبر الإنترنت. قد تشجع المنتديات عبر الإنترنت الناس على الالتقاء للتدريس والتعلم من بعضهم البعض. قد يشجعوا المتعلمين على مناقشة والتعرف على المشاكل / المواقف في العالم الحقيقي، بالإضافة إلى التركيز على أشياء مثل العمل الجماعي والتفكير المشترك والخبرات الشخصية.